# 库氏贼蛤
库氏贼蛤（学名：Scintilla cf. cuvieri），是帘蛤目鼬眼蛤科红蛤属的一种。主要分布于中国大陆，常栖息在潮下带珊瑚礁。